# Binodoxys palmerae
Binodoxys palmerae är en stekelart som först beskrevs av Smith 1944.  Binodoxys palmerae ingår i släktet Binodoxys och familjen bracksteklar. Inga underarter finns listade.